# ATP Finals
ATP Finals – doroczny turniej w tenisie ziemnym z udziałem 8 tenisistów i 8 par deblowych z czołówki rankingu ATP Race zamykający sezon rozgrywek męskich. Jest rozgrywany od 1970 roku. Obecnie turniej odbywa się w Turynie.
Początkowo zawody gry pojedynczej i gry podwójnej rozgrywane były oddzielnie, w innych miejscach. Od 2003 roku singliści i debliści rywalizują w tym samym mieście.
Rekordzistą w liczbie wygranych zawodów tej rangi w grze pojedynczej jest Novak Đoković, który triumfował siedmiokrotnie.

## Mecze finałowe

### Gra pojedyncza
| ATP Finals                         | ATP Finals | ATP Finals         | ATP Finals            | ATP Finals              |
| Rok                                | Miejsce    | Zwycięzca          | Finalista             | Wynik                   |
| ---------------------------------- | ---------- | ------------------ | --------------------- | ----------------------- |
| 2024                               | Turyn      | Jannik Sinner      | Taylor Fritz          | 6:4, 6:4                |
| 2023                               | Turyn      | Novak Đoković      | Jannik Sinner         | 6:3, 6:3                |
| 2022                               | Turyn      | Novak Đoković      | Casper Ruud           | 7:5, 6:3                |
| 2021                               | Turyn      | Alexander Zverev   | Daniił Miedwiediew    | 6:4, 6:4                |
| 2020                               | Londyn     | Daniił Miedwiediew | Dominic Thiem         | 4:6, 7:6(2), 6:4        |
| 2019                               | Londyn     | Stefanos Tsitsipas | Dominic Thiem         | 6:7(6), 6:2, 7:6(4)     |
| 2018                               | Londyn     | Alexander Zverev   | Novak Đoković         | 6:4, 6:3                |
| 2017                               | Londyn     | Grigor Dimitrow    | David Goffin          | 7:5, 4:6, 6:3           |
| ATP World Tour Finals              |            |                    |                       |                         |
| Rok                                | Miejsce    | Zwycięzca          | Finalista             | Wynik                   |
| 2016                               | Londyn     | Andy Murray        | Novak Đoković         | 6:3, 6:4                |
| 2015                               | Londyn     | Novak Đoković      | Roger Federer         | 6:3, 6:4                |
| 2014                               | Londyn     | Novak Đoković      | Roger Federer         | walkower                |
| 2013                               | Londyn     | Novak Đoković      | Rafael Nadal          | 6:3, 6:4                |
| 2012                               | Londyn     | Novak Đoković      | Roger Federer         | 7:6(6), 7:5             |
| 2011                               | Londyn     | Roger Federer      | Jo-Wilfried Tsonga    | 6:3, 6:7(6), 6:3        |
| 2010                               | Londyn     | Roger Federer      | Rafael Nadal          | 6:3, 3:6, 6:1           |
| 2009                               | Londyn     | Nikołaj Dawydienko | Juan Martín del Potro | 6:3, 6:4                |
| Tennis Masters Cup                 |            |                    |                       |                         |
| Rok                                | Miejsce    | Zwycięzca          | Finalista             | Wynik                   |
| 2008                               | Szanghaj   | Novak Đoković      | Nikołaj Dawydienko    | 6:1, 7:5                |
| 2007                               | Szanghaj   | Roger Federer      | David Ferrer          | 6:2, 6:3, 6:2           |
| 2006                               | Szanghaj   | Roger Federer      | James Blake           | 6:0, 6:3, 6:4           |
| 2005                               | Szanghaj   | David Nalbandian   | Roger Federer         | 6:7, 6:7, 6:2, 6:1, 7:6 |
| 2004                               | Houston    | Roger Federer      | Lleyton Hewitt        | 6:3, 6:2                |
| 2003                               | Houston    | Roger Federer      | Andre Agassi          | 6:3, 6:0, 6:4           |
| 2002                               | Szanghaj   | Lleyton Hewitt     | Juan Carlos Ferrero   | 7:5, 7:5, 2:6, 2:6, 6:4 |
| 2001                               | Sydney     | Lleyton Hewitt     | Sébastien Grosjean    | 6:3, 6:3, 6:4           |
| 2000                               | Lizbona    | Gustavo Kuerten    | Andre Agassi          | 6:4, 6:4, 6:4           |
| ATP World Tour World Championships |            |                    |                       |                         |
| Rok                                | Miejsce    | Zwycięzca          | Finalista             | Wynik                   |
| 1999                               | Hanower    | Pete Sampras       | Andre Agassi          | 6:1, 7:5, 6:4           |
| 1998                               | Hanower    | Àlex Corretja      | Carlos Moyá           | 3:6, 3:6, 7:5, 6:3, 7:5 |
| 1997                               | Hanower    | Pete Sampras       | Jewgienij Kafielnikow | 6:3, 6:2, 6:2           |
| 1996                               | Hanower    | Pete Sampras       | Boris Becker          | 3:6, 7:6, 7:6, 6:7, 6:4 |
| 1995                               | Frankfurt  | Boris Becker       | Michael Chang         | 7:6, 6:0, 7:6           |
| 1994                               | Frankfurt  | Pete Sampras       | Boris Becker          | 4:6, 6:3, 7:5, 6:4      |
| 1993                               | Frankfurt  | Michael Stich      | Pete Sampras          | 7:6, 2:6, 7:6, 6:2      |
| 1992                               | Frankfurt  | Boris Becker       | Jim Courier           | 6:4, 6:3, 7:5           |
| 1991                               | Frankfurt  | Pete Sampras       | Jim Courier           | 3:6, 7:6, 6:3, 6:4      |
| 1990                               | Frankfurt  | Andre Agassi       | Stefan Edberg         | 5:7, 7:6, 7:5, 6:2      |
| Masters Grand Prix                 |            |                    |                       |                         |
| Rok                                | Miejsce    | Zwycięzca          | Finalista             | Wynik                   |
| 1989                               | Nowy Jork  | Stefan Edberg      | Boris Becker          | 4:6, 7:6, 6:3, 6:1      |
| 1988                               | Nowy Jork  | Boris Becker       | Ivan Lendl            | 5:7, 7:6, 3:6, 6:2, 7:6 |
| 1987                               | Nowy Jork  | Ivan Lendl         | Mats Wilander         | 6:2, 6:2, 6:3           |
| 1986                               | Nowy Jork  | Ivan Lendl         | Boris Becker          | 6:4, 6:4, 6:4           |
| 1985                               | Nowy Jork  | Ivan Lendl         | Boris Becker          | 6:2, 7:6, 6:3           |
| 1984                               | Nowy Jork  | John McEnroe       | Ivan Lendl            | 7:5, 6:0, 6:4           |
| 1983                               | Nowy Jork  | John McEnroe       | Ivan Lendl            | 6:3, 6:4, 6:4           |
| 1982                               | Nowy Jork  | Ivan Lendl         | John McEnroe          | 6:4, 6:4, 6:2           |
| 1981                               | Nowy Jork  | Ivan Lendl         | Vitas Gerulaitis      | 6:7, 2:6, 7:6, 6:2, 6:4 |
| 1980                               | Nowy Jork  | Björn Borg         | Ivan Lendl            | 6:4, 6:2, 6:2           |
| 1979                               | Nowy Jork  | Björn Borg         | Vitas Gerulaitis      | 6:2, 6:2                |
| 1978                               | Nowy Jork  | John McEnroe       | Arthur Ashe           | 6:7, 6:3, 7:5           |
| 1977                               | Nowy Jork  | Jimmy Connors      | Björn Borg            | 6:4, 1:6, 6:4           |
| 1976                               | Houston    | Manuel Orantes     | Wojciech Fibak        | 5:7, 6:2, 0:6, 7:6, 6:1 |
| 1975                               | Sztokholm  | Ilie Năstase       | Björn Borg            | 6:2, 6:2, 6:1           |
| 1974                               | Melbourne  | Guillermo Vilas    | Ilie Năstase          | 7:6, 6:2, 3:6, 6:4      |
| 1973                               | Boston     | Ilie Năstase       | Tom Okker             | 6:3, 7:5, 4:6, 6:3      |
| 1972                               | Barcelona  | Ilie Năstase       | Stan Smith            | 6:3, 6:2, 3:6, 2:6, 6:3 |
| 1971                               | Paryż      | Ilie Năstase       | Round Robin           | Round Robin             |
| 1970                               | Tokio      | Stan Smith         | Round Robin           | Round Robin             |

### Gra podwójna
| ATP Finals                         | ATP Finals            | ATP Finals                          | ATP Finals                           | ATP Finals                    |
| Rok                                | Miejsce               | Zwycięzcy                           | Finaliści                            | Wynik                         |
| ---------------------------------- | --------------------- | ----------------------------------- | ------------------------------------ | ----------------------------- |
| 2024                               | Turyn                 | Kevin Krawietz Tim Pütz             | Marcelo Arévalo Mate Pavić           | 7:6(5), 7:6(6)                |
| 2023                               | Turyn                 | Rajeev Ram Joe Salisbury            | Marcel Granollers Horacio Zeballos   | 6:3, 6:4                      |
| 2022                               | Turyn                 | Rajeev Ram Joe Salisbury            | Nikola Mektić Mate Pavić             | 7:6(4), 6:4                   |
| 2021                               | Turyn                 | Pierre-Hugues Herbert Nicolas Mahut | Rajeev Ram Joe Salisbury             | 6:4, 7:6(0)                   |
| 2020                               | Londyn                | Wesley Koolhof Nikola Mektić        | Jürgen Melzer Édouard Roger-Vasselin | 6:2, 3:6, 10–5                |
| 2019                               | Londyn                | Pierre-Hugues Herbert Nicolas Mahut | Raven Klaasen Michael Venus          | 6:3, 6:4                      |
| 2018                               | Londyn                | Mike Bryan Jack Sock                | Pierre-Hugues Herbert Nicolas Mahut  | 5:7, 6:1, 13–11               |
| 2017                               | Londyn                | Henri Kontinen John Peers           | Łukasz Kubot Marcelo Melo            | 6:4, 6:2                      |
| ATP World Tour Finals              |                       |                                     |                                      |                               |
| Rok                                | Miejsce               | Zwycięzcy                           | Finaliści                            | Wynik                         |
| 2016                               | Londyn                | Henri Kontinen John Peers           | Raven Klaasen Rajeev Ram             | 2:6, 6:1, 10–8                |
| 2015                               | Londyn                | Jean-Julien Rojer Horia Tecău       | Rohan Bopanna Florin Mergea          | 6:4, 6:3                      |
| 2014                               | Londyn                | Bob Bryan Mike Bryan                | Ivan Dodig Marcelo Melo              | 6:7(5), 6:2, 10–7             |
| 2013                               | Londyn                | David Marrero Fernando Verdasco     | Bob Bryan Mike Bryan                 | 7:5, 6:7(3), 10–7             |
| 2012                               | Londyn                | Marcel Granollers Marc López        | Mahesh Bhupathi Rohan Bopanna        | 7:5, 3:6, 10–3                |
| 2011                               | Londyn                | Maks Mirny Daniel Nestor            | Mariusz Fyrstenberg Marcin Matkowski | 7:5, 6:3                      |
| 2010                               | Londyn                | Daniel Nestor Nenad Zimonjić        | Mahesh Bhupathi Maks Mirny           | 7:6(6), 6:4                   |
| 2009                               | Londyn                | Bob Bryan Mike Bryan                | Maks Mirny Andy Ram                  | 7:6(5), 6:3                   |
| Tennis Masters Cup                 |                       |                                     |                                      |                               |
| Rok                                | Miejsce               | Zwycięzcy                           | Finaliści                            | Wynik                         |
| 2008                               | Szanghaj              | Daniel Nestor Nenad Zimonjić        | Bob Bryan Mike Bryan                 | 7:6, 6:2                      |
| 2007                               | Szanghaj              | Mark Knowles Daniel Nestor          | Simon Aspelin Julian Knowle          | 6:2, 6:3                      |
| 2006                               | Szanghaj              | Jonas Björkman Maks Mirny           | Mark Knowles Daniel Nestor           | 6:2, 6:4                      |
| 2005                               | Szanghaj              | Michaël Llodra Fabrice Santoro      | Leander Paes Nenad Zimonjić          | 6:7(6), 6:3, 7:6(4)           |
| 2004                               | Houston               | Bob Bryan Mike Bryan                | Wayne Black Kevin Ullyett            | 6:7(6), 6:3, 7:6(4)           |
| 2003                               | Houston               | Bob Bryan Mike Bryan                | Michaël Llodra Fabrice Santoro       | 6:7(6), 6:3, 3:6, 7:6(3), 6:4 |
| 2002                               | Turniej nie odbył się | Turniej nie odbył się               | Turniej nie odbył się                | Turniej nie odbył się         |
| ATP World Doubles Challenge Cup    |                       |                                     |                                      |                               |
| Rok                                | Miejsce               | Zwycięzcy                           | Finaliści                            | Wynik                         |
| 2001                               | Bangalore             | Ellis Ferreira Rick Leach           | Petr Pála Pavel Vízner               | 6:7(6), 7:6(2), 6:4, 6:4      |
| ATP World Tour World Championships |                       |                                     |                                      |                               |
| Rok                                | Miejsce               | Zwycięzcy                           | Finaliści                            | Wynik                         |
| 2000                               | Bangalore             | Donald Johnson Piet Norval          | Mahesh Bhupathi Leander Paes         | 7:6(8), 6:3, 6:4              |
| 1999                               | Hartford              | Sébastien Lareau Alex O’Brien       | Mahesh Bhupathi Leander Paes         | 6:3, 6:2, 6:2                 |
| 1998                               | Hartford              | Jacco Eltingh Paul Haarhuis         | Mark Knowles Daniel Nestor           | 6:4, 6:2, 7:5                 |
| 1997                               | Hartford              | Rick Leach Jonathan Stark           | Mahesh Bhupathi Leander Paes         | 6:3, 6:4, 7:6(3)              |
| 1996                               | Hartford              | Todd Woodbridge Mark Woodforde      | Sébastien Lareau Alex O’Brien        | 6:4, 5:7, 6:2, 7:6            |
| 1995                               | Eindhoven             | Grant Connell Patrick Galbraith     | Jacco Eltingh Paul Haarhuis          | 7:6, 7:6, 3:6, 7:6            |
| 1994                               | Dżakarta              | Jan Apell Jonas Björkman            | Todd Woodbridge Mark Woodforde       | 6:4, 4:6, 4:6, 7:6, 7:6       |
| 1993                               | Johannesburg          | Jacco Eltingh Paul Haarhuis         | Todd Woodbridge Mark Woodforde       | 7:6, 7:6, 6:4                 |
| 1992                               | Johannesburg          | Todd Woodbridge Mark Woodforde      | John Fitzgerald Anders Järryd        | 6:2, 7:6, 5:7, 3:6, 6:3       |
| 1991                               | Johannesburg          | John Fitzgerald Anders Järryd       | Ken Flach Robert Seguso              | 6:4, 6:4, 2:6, 6:4            |
| 1990                               | Sanctuary Cove        | Guy Forget Jakob Hlasek             | Sergio Casal Emilio Sánchez          | 6:4, 7:6, 5:7, 6:4            |
| Masters Grand Prix                 |                       |                                     |                                      |                               |
| Rok                                | Miejsce               | Zwycięzcy                           | Finaliści                            | Wynik                         |
| 1989                               | Londyn                | Jim Grabb Patrick McEnroe           | John Fitzgerald Anders Järryd        | 7:5, 7:6(4), 5:7, 6:3         |
| 1988                               | Londyn                | Rick Leach Jim Pugh                 | Sergio Casal Emilio Sánchez          | 6:4, 6:3, 2:6, 6:0            |
| 1987                               | Londyn                | Miloslav Mečíř Tomáš Šmíd           | Ken Flach Robert Seguso              | 6:4, 7:5, 6:7(5), 6:3         |
| 1986                               | Londyn                | Stefan Edberg Anders Järryd         | Guy Forget Yannick Noah              | 6:3, 7:6(2), 6:3              |
| 1985                               | Nowy Jork             | Stefan Edberg Anders Järryd         | Joakim Nyström Mats Wilander         | 6:1, 7:6(5)                   |
| 1984                               | Nowy Jork             | Peter Fleming John McEnroe          | Mark Edmondson Sherwood Stewart      | 6:3, 6:1                      |
| 1983                               | Nowy Jork             | Peter Fleming John McEnroe          | Pavel Složil Tomáš Šmíd              | 6:2, 6:2                      |
| 1982                               | Nowy Jork             | Peter Fleming John McEnroe          | Sherwood Stewart Ferdi Taygan        | 7:5, 6:3                      |
| 1981                               | Nowy Jork             | Peter Fleming John McEnroe          | Kevin Curren Steve Denton            | 6:3, 6:3                      |
| 1980                               | Nowy Jork             | Peter Fleming John McEnroe          | Peter McNamara Paul McNamee          | 6:4, 6:3                      |
| 1979                               | Nowy Jork             | Peter Fleming John McEnroe          | Wojciech Fibak Tom Okker             | 6:3, 7:6, 6:1                 |
| 1978                               | Nowy Jork             | Peter Fleming John McEnroe          | Wojciech Fibak Tom Okker             | 6:4, 6:2, 6:4                 |
| 1977                               | Nowy Jork             | Bob Hewitt Frew McMillan            | Bob Lutz Stan Smith                  | 7:5, 7:6, 6:3                 |
| 1976                               | Houston               | Fred McNair Sherwood Stewart        | Brian Gottfried Raúl Ramírez         | 6:4, 5:7, 5:7, 6:4, 6:4       |
| 1975                               | Sztokholm             | Juan Gisbert Manuel Orantes         | Round Robin                          | Round Robin                   |
| 1974– 1971                         | Turniej nie odbył się | Turniej nie odbył się               | Turniej nie odbył się                | Turniej nie odbył się         |
| 1970                               | Tokio                 | Stan Smith Arthur Ashe              | Round Robin                          | Round Robin                   |